# Mareuil-sur-Ourcq
Mareuil-sur-Ourcq ist eine französische Gemeinde mit 1.589 Einwohnern (Stand: 1. Januar 2022) im Département Oise in der Region Hauts-de-France. Sie gehört zum Arrondissement Senlis und zum Kanton Nanteuil-le-Haudouin (bis 2015: Kanton Betz). Die Einwohner werden Mareuillois genannt.

## Geographie
Mareuil-sur-Ourcq liegt etwa 45 Kilometer nordöstlich von Paris am Ourcq bzw. am Canal de l’Ourcq mit ihren Zuflüssen Ru d’Autheuil und Grivette. Umgeben wird Mareuil-sur-Ourcq von den Nachbargemeinden La Villeneuve-sous-Thury im Norden und Nordwesten, Marolles im Norden und Osten, Montigny-l’Allier im Südosten, Neufchelles im Süden und Südwesten, Rouvres-en-Multien im Südwesten, Boullarre im Westen und Südwesten sowie Thury-en-Valois im Westen.

## Bevölkerungsentwicklung
| Jahr                      | 1962 | 1968 | 1975 | 1982 | 1990 | 1999 | 2006 | 2013 |
| Einwohner                 | 557  | 585  | 576  | 976  | 1411 | 1439 | 1536 | 1585 |
| Quelle: Cassini und INSEE |      |      |      |      |      |      |      |      |

## Sehenswürdigkeiten
Siehe auch: Liste der Monuments historiques in Mareuil-sur-Ourcq
- Kirche Saint-Martin aus dem 13. Jahrhundert, seit 1922 Monument historique
- Alte Kirche Sainte-Euphémie in Fulaines, um 1125 errichtet

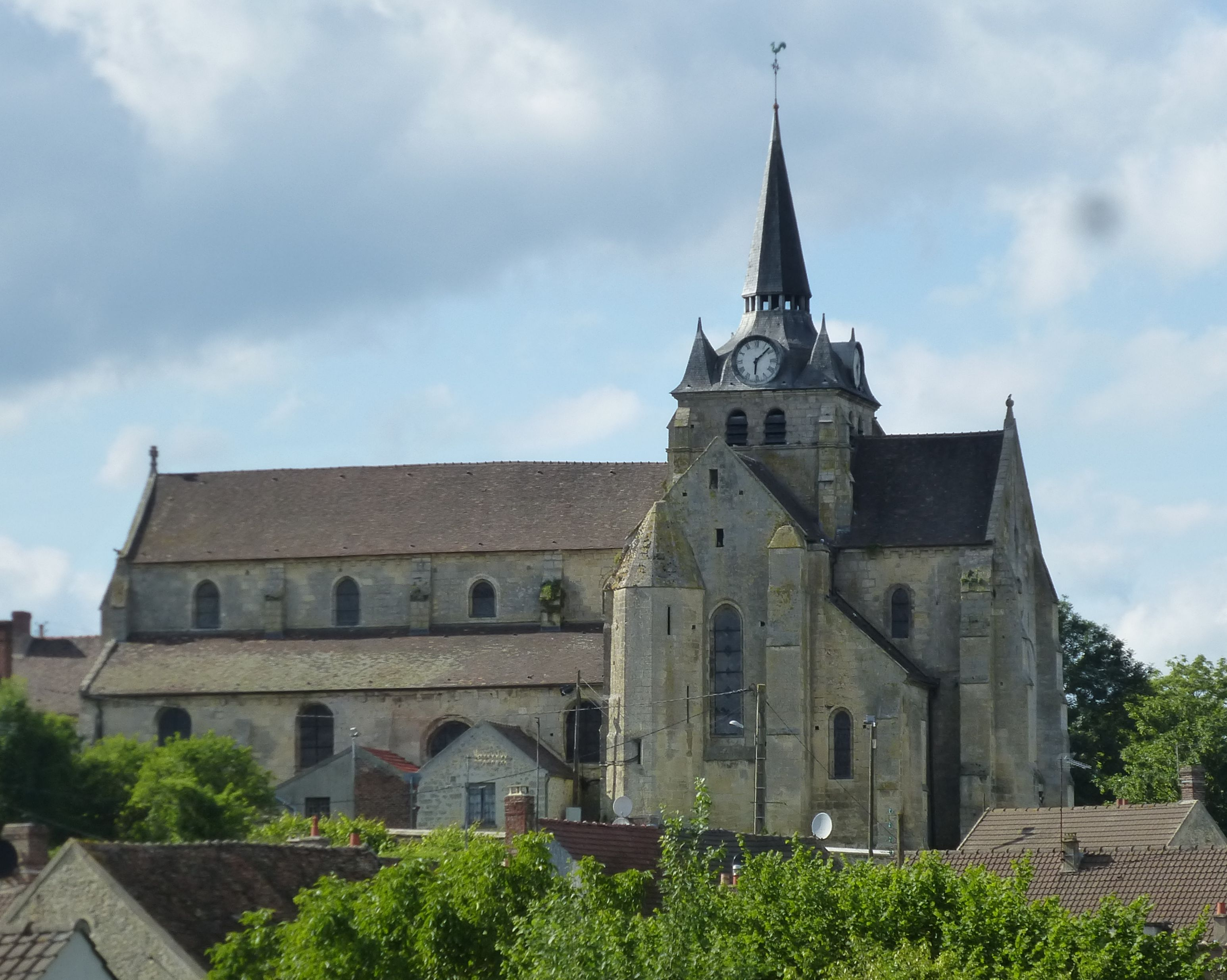
Kirche Saint-Martin